# Stazione di Le Havre
La stazione di Le Havre (in francese Gare du Havre) è la principale stazione ferroviaria della città francese di Le Havre. È il capolinea occidentale della ferrovia Parigi-Le Havre.

## Storia

### La prima stazione

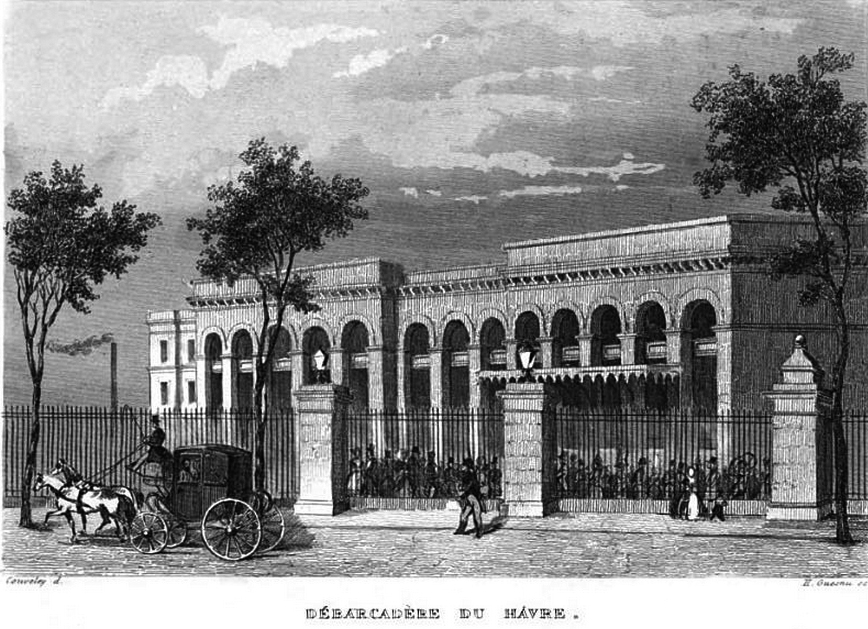
Il fabbricato viaggiatori del 1847.

In occasione dei lavori di costruzione della ferrovia Rouen-Le Havre a città di Le Havre fornì una sovvenzione di un milione di franchi e il comune di Graville mise a disposizione gratuitamente il terreno necessario alla costruzione della stazione. Sebbene il tracciato richiedesse numerose strutture, fu quasi completato nel 1846. Fu messa in servizio il 22 marzo 1847 dalla Compagnie du chemin de fer de Rouen au Havre.
Il sito scelto per la stazione, nel comune di Graville, rifletteva i piani di espansione della città verso est. Su iniziativa del mercante Lefèvre erano già stati creati un quartiere industriale e due banchine per i piroscafi. Per l'azienda, questa scelta di ubicazione era giustificata da una stazione che avrebbe permesso il massimo scambio di merci con le navi marittime, con l'obiettivo di fare una forte concorrenza al trasporto effettuato dai battelli che navigavano lungo la Senna tra Le Havre e Parigi. L'azienda costruì due grandi approdi: uno per le merci e l'altro per i passeggeri.

### La seconda stazione

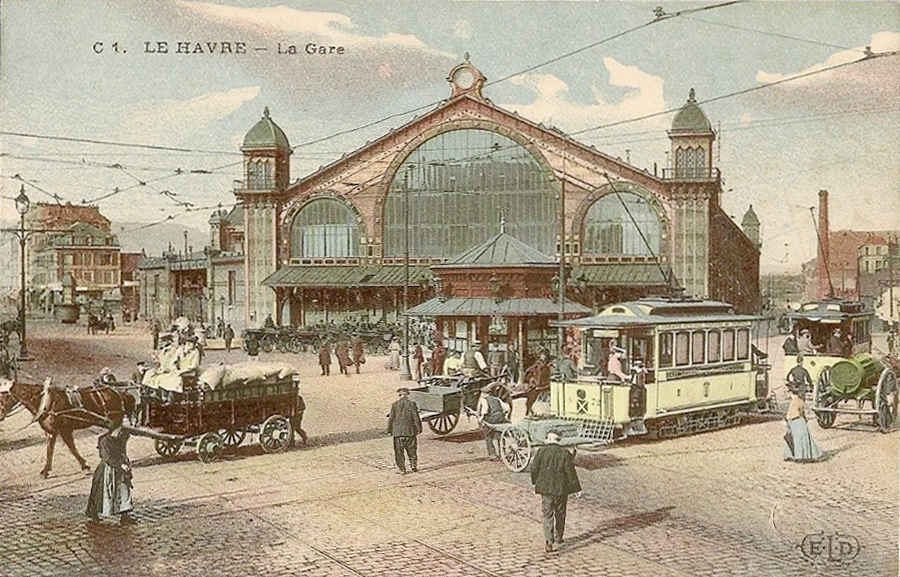
La seconda stazione progettata da Juste Lisch.

Nei decenni successivi la popolazione di Le Havre raddoppiò: questo richiese la costruzione di una stazione più grande e capiente. Il progetto di ricostruzione divenne realtà nel 1881, quando fu affidato a Juste Lisch, architetto della Compagnie de l'Ouest, che avrebbe ricostruito anche la stazione di Saint-Lazare. L'ubicazione rimase la stessa, la città si andava sviluppando verso est e la stazione, ora all'incrocio tra Boulevard de Strasbourg e Cours de la République, era collegata ai vari bacini del porto con la ferrovia. L'edificio fu completamente ridisegnato.

### La terza stazione
A partire dal 1919, Léon Meyer, il nuovo sindaco di Le Havre, diede il via alla realizzazione di una serie di opere pubbliche. Fu indetto un concorso per una nuova stazione e alla fine fu scelto il progetto in stile Art déco presentato da Henri Pacon nel 1928.
I lavori di demolizione della vecchia stazione e di costruzione della nuova iniziarono il 28 aprile 1931. Dopo diciassette mesi di lavori, la nuova stazione fu inaugurata il 1º ottobre 1932. Durante la seconda guerra mondiale, nel 1942, la stazione fu bombardata due volte a distanza di un mese l'una dall'altra. Sei bombe colpirono i binari, tre l'atrio principale, due l'atrio passeggeri e cinque la facciata, la galleria e la torre dell'orologio. Nel 1949 la stazione fu ristrutturata.
Nel 1963 per ampliare l'incrocio antistante furono demoliti il campanile e la galleria.